# Télévision Mons Borinage

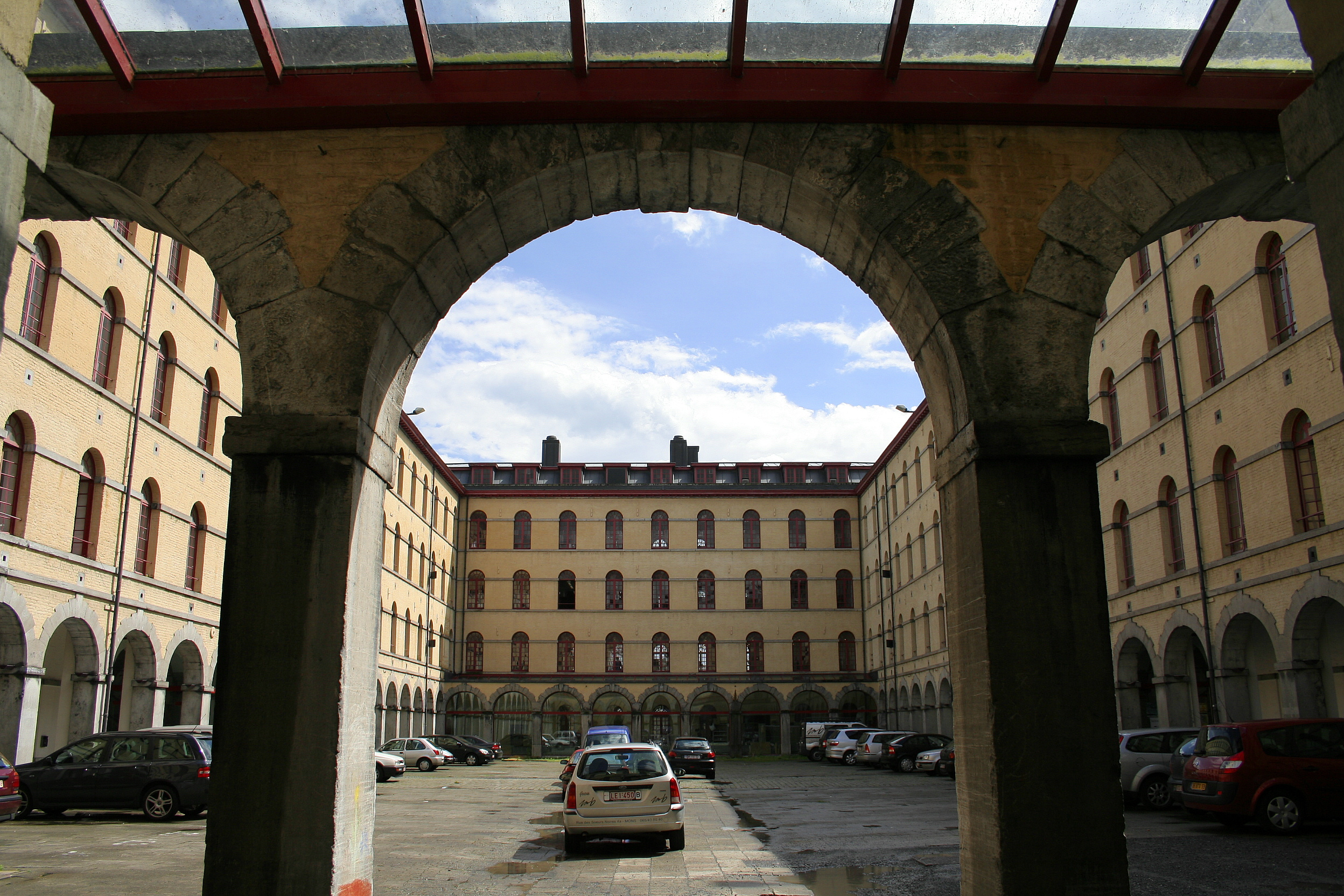
Carré des Arts in Bergen, locatie van Télé MB

Télévision Mons Borinage (Nederlands: Televisie Bergen Borinage), ook wel Télé MB genoemd, is sinds 1985 een Waalse regionale televisiezender voor de provincie Henegouwen.
Deze zender is te zien door ongeveer 240.000 inwoners, ongeveer 80.000 kabelabonnees in de provincie Henegouwen, arrondissement van Bergen.

## Enkele Télé MB programma's
- Atout Sports
- le Journal des Régions
- Dialogue Hainaut
- Les poissons philosophes
- Quartiers d'histoires
- Cinémagix